# Zetownik

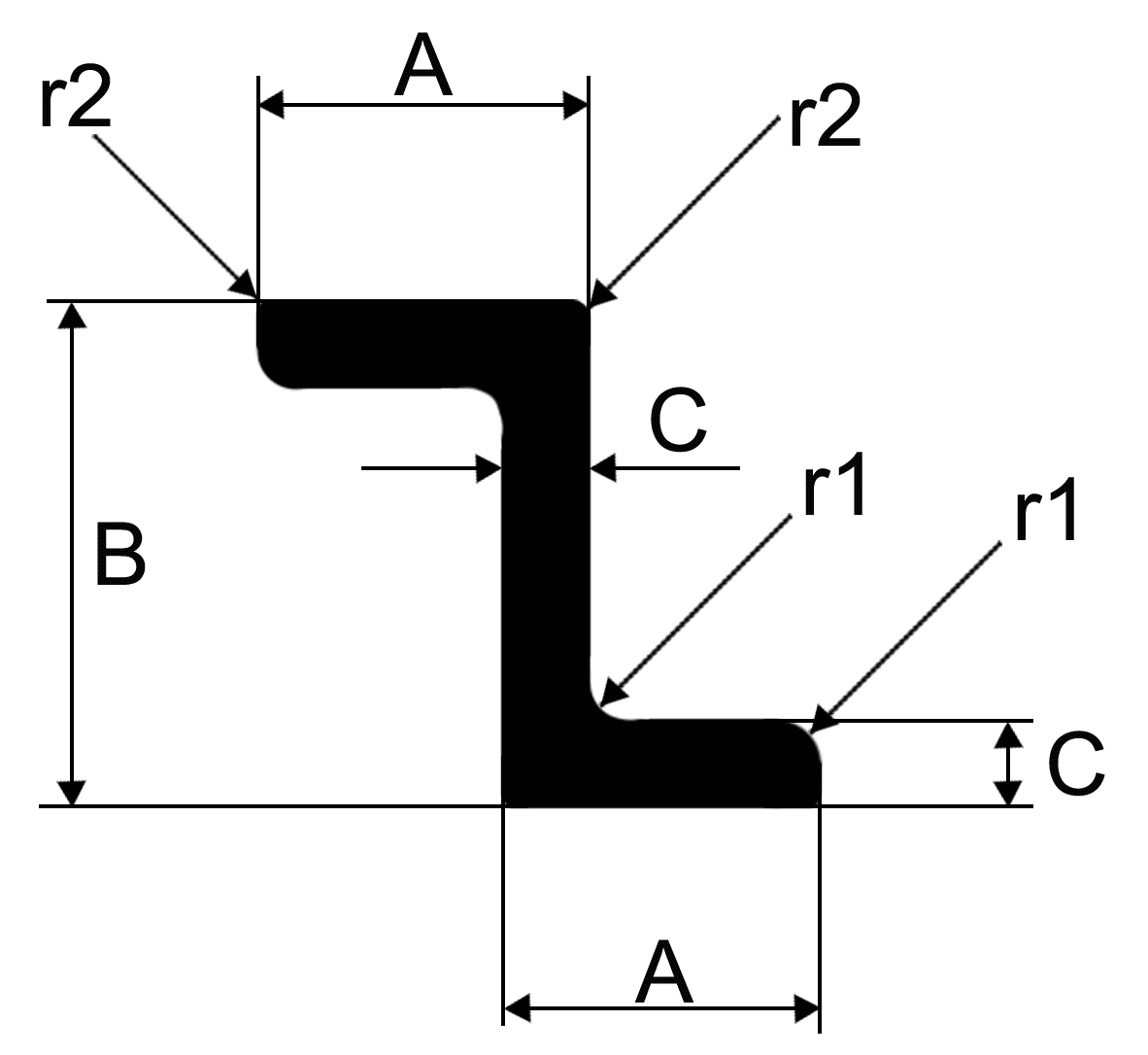

Zetownik – rodzaj kształtownika, wyrób hutniczy walcowany lub gięty z metalu. Wytwarzany w postaci prostych odcinków. Jego przekrój poprzeczny (profil) przypomina literę Z, o stopkach prostopadłych do środnika (elementu środkowego), ostrych krawędziach zewnętrznych i zaokrąglonych krawędziach wewnętrznych.